# Elizabeth Town
Elizabeth Town är en ort i Australien. Den ligger i kommunen Meander Valley och delstaten Tasmanien, i den sydöstra delen av landet, omkring 170 kilometer norr om delstatshuvudstaden Hobart. Antalet invånare är 501.
Runt Elizabeth Town är det mycket glesbefolkat, med 2 invånare per kvadratkilometer.. Närmaste större samhälle är Deloraine, omkring 10 kilometer sydost om Elizabeth Town. 
Trakten runt Elizabeth Town består till största delen av jordbruksmark. Genomsnittlig årsnederbörd är 1 605 millimeter. Den regnigaste månaden är juli, med i genomsnitt 178 mm nederbörd, och den torraste är februari, med 73 mm nederbörd.